# Филдинг, Бэзил, 6-й граф Денби
Бэзил Филдинг (англ. Basil Feilding; 3 января 1719 — 14 июля 1800) — британский аристократ, 6-й граф Денби, 6-й виконт Филдинг и 6-й барон Филдинг в пэрстве Великобритании, 5-й граф Десмонд, 5-й виконт Каллан и 5-й барон Филдинг в пэрстве Ирландии с 1755 года. Унаследовал титулы и владения после смерти отца, Уильяма Филдинга. В 1762—1782 годах занимал пост мастера над королевскими гончими.
Граф был женат с 12 апреля 1757 года на Мэри Коттон, дочери сэра Джона Коттона, 6-го баронета, и Джейн Бердетт. В этом браке родились сыновья Уильям (1760—1799), носивший титул учтивости виконт Филдинг, и Чарльз. 21 июля 1783 года граф женился на Саре Фарнхэм, дочери Эдварда Фарнхэма. Этот брак остался бездетным, наследником графа стал его внук Уильям.